# Wspinaczka łączna
Wspinaczka łączna (ang. Combined, niem. Kombination (Klettern)) – dyscyplina olimpijska od 2020, format łączny wspinaczki wynika z faktu stworzenia wieloboju wielozadaniowego złożonego z trzech konkurencji sportowych; boulderingu (B), prowadzenia (P) oraz wspinaczki na czas (C). Wynik (W) – ustalany jest jako iloczyn miejsc uzyskanych (osiągniętych) przez zawodnika w poszczególnych konkurencjach (W ⇒ B x P x C).

## Wstęp
Na podstawie propozycji organizatora olimpiady, Międzynarodowy Komitet Olimpijski postanowił włączyć wspinaczkę sportową wraz z czterema innymi nowymi dyscyplinami do programu letnich igrzysk w 2020. Warunkiem było aby była jak najmniejsza; 1) liczba sportowców (20) oraz 2) liczba medali (1) dlatego postanowili zorganizować zawody po jednej dyscyplinie na płeć. W rezultacie siedem stowarzyszeń wspinaczkowych opracowało format zawodów dla IFSC specjalnie na Igrzyska Olimpijskie podczas ich zgromadzenia w Kanadzie. Program ogłosili 11 marca 2017 r. Został on następnie wykorzystany i pilotażowo przetestowany podczas Mistrzostw Świata Juniorów i Młodzieży 2017 oraz Mistrzostw Świata we Wspinaczce Sportowej 2018 i w 2019.

## Zasady obliczania wyników
Nowum tego systemu opracowanego przez ekspertów stowarzyszeń wspinaczkowych jako format dla zawodów (wspinaczki łącznej) organizowanych pod auspicjami IFSC jest, że odstąpiono od przeliczania wyników, punktów, dzielenia, dodawania, czyli całej złożoności związanej z obliczaniami (wynik końcowy nie jest sumaryczny ani wielobojowy), a jest iloczynem miejsc wynikających z zajętych w poszczególnych konkurencjach.
{\displaystyle W=\mathbf {B} \times \mathbf {P} \times \mathbf {C} }
- gdzie;
  - W – wynik końcowy wspinacza
  - B – miejsce w boulderingu
  - P – miejsce w prowadzeniu
  - C – miejsce we wspinaczce na czas

Przykład obliczania wyników;
- Zawodnik A osiągnął (zajął) miejsca odpowiednio w B – 1; w P – 2; w C – 5 to jego W (wynik ⇒ iloczyn) = 10,
- Zawodnik B osiągnął odpowiednio w B – 2; w P – 2; w C – 2 to jego W (wynik ⇒ iloczyn) = 8,
- Zawodnik C osiągnął odpowiednio w B – 7; w P – 1; w C – 1 to jego W (wynik ⇒ iloczyn) = 7,

Zawody by wygrał zawodnik C ponieważ uzyskał najniższy iloczyn liczbowy z poszczególnych konkurencji.

## Konkurencje
Wspinaczka łączna jako dyscyplina sportowa może być rozgrywana indywidualnie oraz drużynowo, zarówno przez mężczyzn, jak i przez kobiety, składa się z trzech konkurencji;
- bouldering – sportowy, ekstremalny charakter tego rodzaju wspinaczki polega na wykonaniu określonej liczby trudnych ruchów przez wspinacza w celu przejście danego problemu skalnego. Konkurencja wiąże się z udziałem „partnera”, który pomaga w kontrolowaniu lotu podczas możliwego upadku, zabezpieczając górną część ciała przed bezpośrednim uderzeniem o ziemię szczególnie podczas bulderowego przejścia w dachu (również w okapie)
- prowadzenie – trudność tej konkurencji polega na tym, że zawodnicy próbują wspiąć się jak najwyżej na ścianę o wysokości 15 m w ciągu sześciu minut. Jeśli wspinacz odpadnie od ściany, zapisywana jest mu osiągnięta ostatnia wysokość oraz liczba ładowni jakie zaliczył. Brak możliwości rozpoczęcia ponownej wspinaczki. Wspinacze używają lin zabezpieczających przyczepiając ją do szybko złącznych zaczepów (przelotów) usytuowanych dowolnie na stanowiskach wzdłuż całej trasy. Sprzęt asekuracyjny, pozwala swobodnie poruszać się podczas prowadzenia. Kiedy wspinacz przyczepi linę do górnego przelotu przed upływem czasu, oznacza to fakt ukończenia wspinaczki (tzw. TOP). Najczęściej zawodnicy kwalifikacje rozgrywają w formule klasycznej, a fazę pucharową w formule duel.
- Wspinaczka na czas – rodzaj wspinaczki, gdzie o wyniku decyduje czas pokonania drogi o wysokości 15 m usytuowanej pod kątem 95 stopni, podczas zawodów wspinaczkowych. Format tej konkurencji, wspinaczki sportowej polega na równoczesnym wspinaniu się dwóch zawodników w sposób naprzemienny po dwóch równoległych drogach (ścieżką A i B). Naprzemienność wyścigu polega na możliwości pokonaniu przez każdego zawodnika ścieżki A oraz B, do klasyfikacji zalicza się jeden najlepszy wynik (uzyskany z obu wejść na szczyt).